# Pyrimethamine
Pyrimethamine, được bán dưới tên thương mại Daraprim, là một loại thuốc được sử dụng với leucovorin để điều trị bệnh toxoplasmosis và cystoisosporiasis. Nó cũng được sử dụng với dapsone như là một lựa chọn thứ hai để ngăn ngừa viêm phổi do Pneumocystis jiroveci ở những người nhiễm HIV / AIDS. Nó trước đây được sử dụng cho bệnh sốt rét, nhưng không còn được khuyến cáo do kháng thuốc. Pyrimethamine được dùng bằng đường uống.
Các tác dụng phụ thường gặp bao gồm rối loạn tiêu hóa, phản ứng dị ứng nghiêm trọng và ức chế tủy xương. Nó không nên được sử dụng bởi những người bị thiếu folate dẫn đến thiếu máu. Có lo ngại rằng nó có thể làm tăng nguy cơ ung thư. Mặc dù đôi khi được sử dụng trong thai kỳ nhưng không rõ liệu pyrimethamine có an toàn cho em bé hay không. Pyrimethamine được phân loại là chất đối vận axit folic. Nó hoạt động bằng cách ức chế chuyển hóa axit folic và do đó tạo ra DNA.
Pyrimethamine được phát hiện vào năm 1952 và được đưa vào sử dụng y tế vào năm 1953. Nó nằm trong Danh sách các loại thuốc thiết yếu của Tổ chức Y tế Thế giới, loại thuốc hiệu quả và an toàn nhất cần có trong hệ thống y tế. Tại Hoa Kỳ vào năm 2015, nó không có sẵn như là một loại thuốc thông thường và giá đã tăng từ US $ 13,50 lên $ 750 một viên ($ 75.000 cho một đợt điều trị). Ở các khu vực khác trên thế giới, nó có sẵn dưới dạng thuốc generic và có giá chỉ từ 0,05 đến 0,10 đô la mỗi liều.

## Sử dụng trong y tế
Pyrimethamine thường được dùng với một sulfonamid và axit folinic.
Nó được sử dụng để điều trị bệnh toxoplasmosis, Actinomycosis và isosporiasis, và để điều trị và phòng ngừa viêm phổi do Pneumocystis jirovecii. 

### Nhiễm trùng huyết
Pyrimethamine cũng được sử dụng kết hợp với sulfadiazine để điều trị bệnh toxoplasmosis hoạt động. Hai loại thuốc liên kết các mục tiêu enzyme giống nhau như thuốc trimethoprim và sulfamethoxazole - dihydrofolate reductase và dihydropteroate synthase, tương ứng.
Pyrimethamine cũng đã được sử dụng trong một số thử nghiệm để điều trị viêm võng mạc.

### Cân nhắc mang thai
Pyrimethamine được dán nhãn là thai kỳ loại C ở Hoa Kỳ. Cho đến nay, không có đủ bằng chứng về rủi ro của nó trong thai kỳ hoặc ảnh hưởng của nó đối với thai nhi là có sẵn.

### Bệnh sốt rét
Nó chủ yếu hoạt động chống lại Plasmodium falciparum, nhưng cũng chống lại Plasmodium vivax. Do sự xuất hiện của các chủng P. falciparum kháng pyrimethamine, một mình pyrimethamine hiếm khi được sử dụng. Kết hợp với một loại thuốc sulfonamid có tác dụng kéo dài như sulfadiazine, nó đã được sử dụng rộng rãi, như ở Fansidar, mặc dù khả năng chống lại sự kết hợp này đang tăng lên.

## Chống chỉ định
Pyrimethamine chống chỉ định ở những người bị thiếu máu do thiếu folate 

## Tác dụng phụ
Khi dùng liều cao hơn, như trong điều trị bệnh toxoplasmosis, pyrimethamine có thể gây ra các triệu chứng tiêu hóa như buồn nôn, nôn, viêm lưỡi, chán ăn và tiêu chảy. Một phát ban, có thể là dấu hiệu của phản ứng quá mẫn, cũng được nhìn thấy, đặc biệt là kết hợp với sulfonamid. Tác động hệ thống thần kinh trung ương bao gồm mất điều hòa, run và co giật. Tác dụng phụ về huyết học như giảm tiểu cầu, giảm bạch cầu và thiếu máu cũng có thể xảy ra.

## Tương tác
Các chất chống đông máu khác như methotrexate và trimethoprim có thể làm tăng tác dụng chống nấm của pyrimethamine, dẫn đến thiếu hụt folate tiềm ẩn, thiếu máu và các chứng loạn dưỡng máu khác.

## Cơ chế hoạt động
Pyrimethamine can thiệp vào việc tái tạo axit tetrahydrofolic từ dihydrofolate bằng cách ức chế cạnh tranh enzyme dihydrofolate reductase. Axit tetrahydrofolic rất cần thiết cho sự tổng hợp DNA và RNA ở nhiều loài, bao gồm cả động vật nguyên sinh. Nó cũng đã được tìm thấy để làm giảm biểu hiện của SOD1, một protein quan trọng liên quan đến bệnh xơ cứng teo cơ bên.

### Các loại thuốc khác
Pyrimethamine thường được dùng với axit folinic và sulfadiazine.
- Sulfonamid (ví dụ sulfadiazine) ức chế dihydropteroate synthetase, một loại enzyme tham gia tổng hợp axit folic từ axit para-aminobenzoic. Do đó, sulfonamid hoạt động phối hợp với pyrimethamine bằng cách ngăn chặn một loại enzyme khác cần thiết cho quá trình tổng hợp axit folic.
- Axit folinic (leucovorin) là một dẫn xuất của axit folic được chuyển đổi thành tetrahydrofolate, dạng hoạt động chính của axit folic, in vivo, mà không phụ thuộc vào dihydrofolate reductase. Axit folinic làm giảm tác dụng phụ liên quan đến thiếu hụt folate ở bệnh nhân.

### Cơ chế kháng thuốc
Kháng với pyrimethamine là phổ biến. Đột biến trong gen malarial cho dihydrofolate reductase có thể làm giảm hiệu quả của nó. Những đột biến này làm giảm mối quan hệ ràng buộc giữa pyrimethamine và reductase dihydrofolate qua mất liên kết hydro và tương tác steric.

## Lịch sử

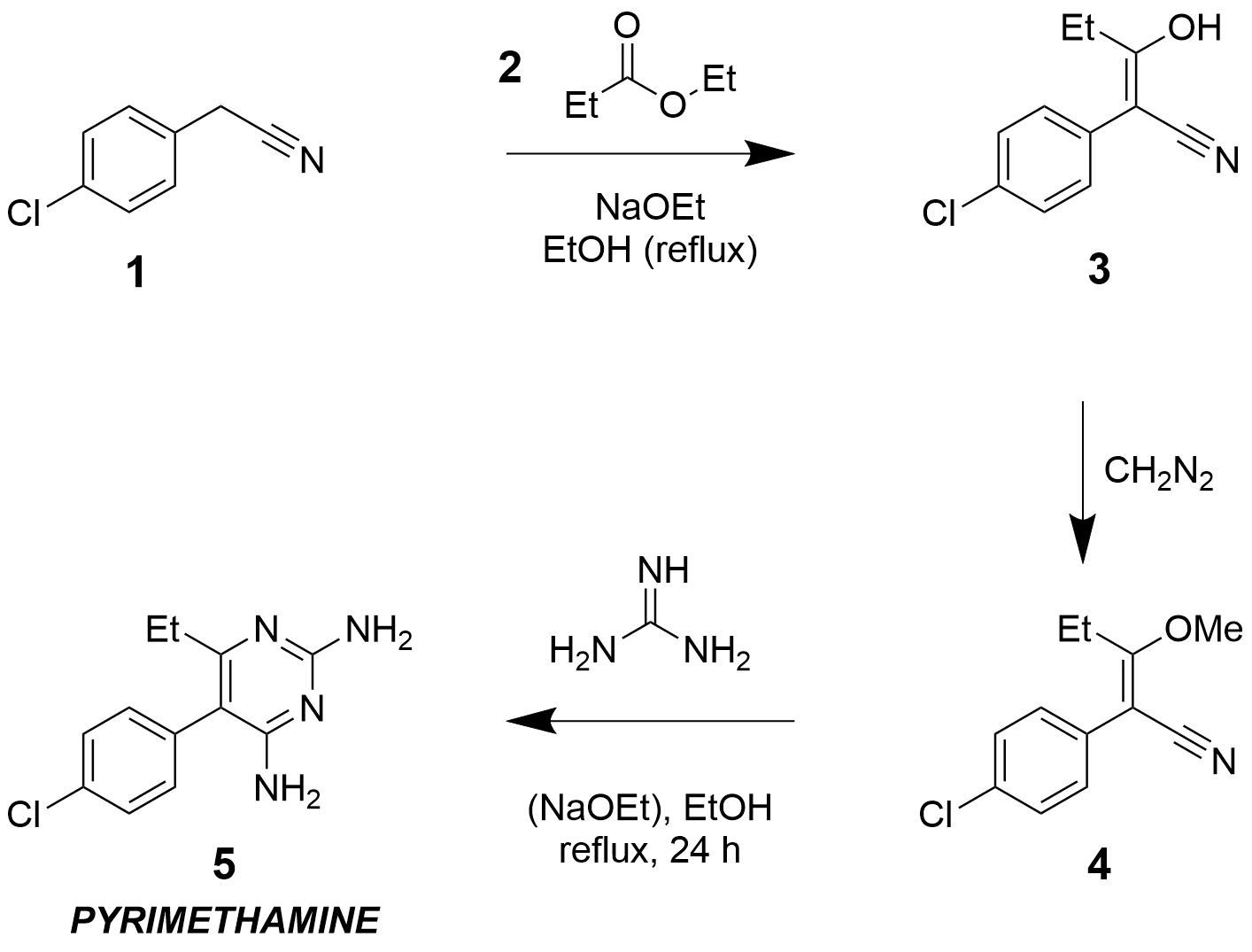
Sự tổng hợp pyrimethamine thường bắt đầu bằng p -chlorophenylacetonitrile, trải qua phản ứng ngưng tụ với este ethyl propionate; sản phẩm này sau đó phản ứng với diazomethane tạo thành ete enol, phản ứng với guanidine tự do trong phản ứng ngưng tụ thứ hai.

Nhà khoa học người Mỹ đoạt giải Nobel Gertrude Elion đã phát triển loại thuốc này tại Burroughs-Wellcome (hiện là một phần của GlaxoSmithKline) để chống lại bệnh sốt rét. Pyrimethamine đã có sẵn từ năm 1953. Năm 2010, GlaxoSmithKline đã bán bản quyền tiếp thị cho Daraprim cho CorePharma. Phòng thí nghiệm Impax đã tìm cách mua CorePharma vào năm 2014 và hoàn tất việc mua lại, bao gồm cả Daraprim, vào tháng 3 năm 2015. Vào tháng 8 năm 2015, các quyền đã được mua bởi Turing Enterprises. Turing sau đó được biết đến với một cuộc tranh cãi về giá cả khi tăng giá một loại thuốc ở thị trường Mỹ từ 13,50 đô la Mỹ lên 750 đô la Mỹ, tăng 5.500%.

## Sẵn có và giá cả
Tại Hoa Kỳ, kể từ năm 2015, với việc Turing Dược mua lại quyền tiếp thị của Hoa Kỳ cho máy tính bảng Daraprim, Daraprim đã trở thành một mặt hàng dược phẩm đơn nguồn và đặc sản, và giá của Daraprim đã tăng lên. Chi phí của một khóa học hàng tháng cho một người trên 75   liều mg tăng lên khoảng 75.000 USD / tháng, tương đương 750 USD mỗi viên. Bệnh nhân ngoại trú không còn có thể lấy Daraprim từ nhà thuốc cộng đồng của họ, mà chỉ thông qua một nhà thuốc phân phối duy nhất, Nhà thuốc chuyên khoa Walgreen và các tổ chức không còn có thể đặt hàng từ nhà bán buôn chung của họ, mà phải thiết lập một tài khoản với chương trình Daraprim Direct. Các bài thuyết trình từ Retrophin, một công ty trước đây do Martin Shkreli, Giám đốc điều hành của Turing đứng đầu, từ đó Turing đã mua bản quyền của Daraprim, đề xuất rằng một hệ thống phân phối khép kín có thể ngăn chặn các đối thủ cạnh tranh mua thuốc hợp pháp cho các nghiên cứu tương đương sinh học cần được FDA chấp thuận thuốc generic.
Martin Shkreli, Giám đốc điều hành của Turing, đã bảo vệ việc tăng giá bằng cách nói: "Nếu có một công ty bán một chiếc Martin Martin với giá của một chiếc xe đạp, và chúng tôi mua công ty đó và chúng tôi yêu cầu tính giá Toyota, tôi không nghĩ rằng đó là một tội ác. "  Do hậu quả của phản ứng dữ dội, Shkreli đã thuê một công ty quan hệ công chúng khủng hoảng để giúp giải thích động thái của quỹ. Turing Dược phẩm đã thông báo vào ngày 24 tháng 11 năm 2015, "rằng nó sẽ không làm giảm giá niêm yết của loại thuốc đó", nhưng họ sẽ cung cấp các chương trình hỗ trợ bệnh nhân khác nhau. Tuy nhiên, nhà báo Andrew Pollack của New York Times lưu ý rằng các chương trình này "là tiêu chuẩn cho các công ty bán thuốc giá cực cao. Chúng cho phép bệnh nhân có được thuốc trong khi đẩy phần lớn chi phí cho các công ty bảo hiểm và người nộp thuế. " 
Việc tăng giá đã bị chỉ trích dữ dội bởi các nhóm bác sĩ như Hiệp hội Y học HIV và Hiệp hội Bệnh truyền nhiễm Hoa Kỳ.
Vào năm 2016, một nhóm học sinh trung học từ Sydney Grammar được hỗ trợ bởi Matthew H. Todd từ Đại học Sydney đã chuẩn bị pyrimethamine như một minh họa rằng việc tổng hợp tương đối dễ dàng và việc tăng giá không thể thực hiện được. Đội của anh ấy sản xuất 3.7   g với giá 20 đô la Mỹ, có giá trị từ 35.000 đô la đến 110.000 đô la Mỹ tại Hoa Kỳ vào thời điểm đó. Shkreli nói rằng các cậu học sinh không cạnh tranh, có thể là do các nghiên cứu tương đương sinh học cần thiết đòi hỏi một mẫu thuốc hiện có do công ty cung cấp trực tiếp, và không chỉ đơn giản là mua từ nhà thuốc mà Turing có thể từ chối cung cấp. Tuy nhiên, công việc của các sinh viên đã được đăng trên tạp chí The Guardian  và Time, và trên ABC Australia, BBC, và CNN.
Tại Ấn Độ, hơn một chục công ty dược phẩm sản xuất và bán máy tính bảng pyrimethamine, và nhiều sự kết hợp của pyrimethamine chung có sẵn với giá từ 0,04 đô la đến 0,10 đô la Mỹ mỗi loại (3-7 rupee).
Ở Anh, loại thuốc tương tự có sẵn từ GSK với chi phí 20 đô la Mỹ (£ 13) cho 30 viên (khoảng 0,66 đô la mỗi viên).
Ở Úc, thuốc có sẵn ở hầu hết các hiệu thuốc với chi phí 9,35 đô la Mỹ (12,99 đô la Úc) cho 50 viên (khoảng 0,18 đô la Mỹ mỗi loại).
Ở Brazil, loại thuốc này có giá 0,07 đô la R một viên, tương đương khoảng 0,02 đô la Mỹ.
Tại Canada, loại thuốc này đã bị ngừng sử dụng vào năm 2013, nhưng các bệnh viện có thể sản xuất thuốc trong nhà khi cần thiết. Tính đến  năm December 2015, Daraprim được nhập khẩu trực tiếp vào Canada từ GSK UK có sẵn từ một hiệu thuốc trực tuyến với giá 2,20 đô la Mỹ mỗi viên.
Tại Thụy Sĩ, loại thuốc này có giá US $ 9,45 (CHF9,05) cho 30 viên (khoảng 0,32 đô la Mỹ một miếng).
Vào ngày 22 tháng 10 năm 2015, Công ty Dược phẩm Imprimis tuyên bố họ đã tạo ra các công thức hỗn hợp và tùy biến của pyrimethamine và leucovorin trong viên nang để uống với giá bắt đầu từ 99,00 đô la cho một chai 100 đếm ở Hoa Kỳ. Thuốc hỗn hợp không cần sự chấp thuận của FDA tại Mỹ.

## Nghiên cứu
Năm 2011, các nhà nghiên cứu đã phát hiện ra rằng pyrimethamine có thể làm tăng hoạt động β-hexosaminidase, do đó có khả năng làm chậm sự tiến triển của bệnh Tay điều trị khởi phát muộn. Nó đang được đánh giá trong các thử nghiệm lâm sàng như là một điều trị cho bệnh xơ cứng teo cơ bên.